# Aleksander Adler
Aleksander Adler, wł. Eliasz Adler (ur. 1890 w Skawinie, zm. 10 października 1942 w Auschwitz-Birkenau) – polski adwokat żydowskiego pochodzenia związany z Krakowem, radny miejski Krakowa.

## Życiorys
Walczył w Legionach Polskich. Od 1917 do 1918 w armii austriackiej, od 1919 w oddziałach polskich. Z wykształcenia był prawnikiem (w 1918 uzyskał doktorat na Uniwersytecie Jagiellońskim), do 1920 praktykował jako adwokat. Następnie do 1921 służył w wojsku w czasie wojny polsko-bolszewickiej. Potem ponownie pracował w kancelariach adwokackich, prowadzącym kancelarii został w 1935. Współpracował ze Stanisławem Dubois. W 1924 zmienił imię z „Eliasz” na „Aleksander”. Współzakładał spółdzielnię „Czytelnik”.
W okresie międzywojennym stał na czele Związku Żydowskich Uczestników Walki o Niepodległość. Na przełomie 1938 i 1939 został wybrany na radnego miejskiego Krakowa z ramienia Stronnictwa Demokratycznego. W czasie podziału Galicji między Sowietów a Niemców (1939–1941) przebywał we Lwowie, skąd wrócił do Krakowa na przełomie 1940 i 1941. Zasiadał we władzach konspiracyjnego SD, które odtwarzał w Krakowie. 18 stycznia 1941 aresztowano go i osadzono w więzieniu przy ul. Montelupich, następnie wywieziono do KL Auschwitz i tam w październiku 1942 zamordowano.